# Tau mich auf
Tau mich auf ist ein Lied des deutschen Sängers Zartmann aus dem Jahr 2025.

## Entstehung und Veröffentlichung
Geschrieben wurde das Lied vom Interpreten selbst, zusammen mit dem Autorenduo DaJu (bestehend aus: Julia Bergen und David Bonk), Moritz Dauner, Jonas Kraft (Cuffa) und Aaron Lovac (Drumla). Mit Ausnahme von Kraft und Zartmann, zeichneten die restlichen Autoren auch für die Produktion verantwortlich.
Die Erstveröffentlichung von Tau mich auf erfolgte am 31. Januar 2025 als Single bei den Musiklabels Bamboo Artists und Epic Records (Katalognummer: 19687282953). Diese erschien als digitaler Einzeltrack zum Download und Streaming.

## Inhalt
Tau mich auf thematisiert die innere Zerrissenheit zwischen emotionaler Distanz und der Sehnsucht nach Nähe. Das Stück erzählt von einem rastlosen Leben, in dem der Protagonist von Tag zu Tag hetzt, und doch immer wieder mit der Vergangenheit und schmerzhaften Erfahrungen konfrontiert wird. Es geht um das Gefühl, emotional eingefroren zu sein – eine Art Schutzmechanismus nach zu vielen Enttäuschungen – und die Begegnung mit einer Person, die diese Mauern durchbrechen könnte.

## Musikvideo
Das Musikvideo zu Tau mich auf entstand unter der Regie von Luis Frederik. Es feierte seine Premiere am 3. Februar 2025 auf der Videoplattform YouTube, wo es bis August 2025 über fünf Millionen Aufrufe zählte.

## Kommerzieller Erfolg
Das Lied zählte bis August 2025 über 111 Millionen Aufrufe auf der Streamingplattform Spotify.

### Chartplatzierungen
Tau mich auf stieg am 7. Februar 2025 auf Rang eins der deutschen Singlecharts ein. Das Lied avancierte zu Zartmanns erstem Nummer-eins-Hit sowie nach Wie du manchmal fehlst (Mai 2024) zum zweiten Top-10-Erfolg und vierten Charthit. Darüber hinaus erreichte es auch die Chartspitze der deutschsprachigen Singlecharts. In Österreich stieg das Lied am 11. Februar 2025 auf Rang drei ein und erreichte seine beste Platzierung drei Wochen später mit Rang zwei. Es musste sich hierbei lediglich dem Spitzenreiter Wackelkontakt von Oimara geschlagen geben. In der Schweiz erreichte die Single mit Rang sieben seine beste Platzierung.
| ChartsChartplatzierungen | Höchstplatzierung | Wochen |
| ------------------------ | ----------------- | ------ |
| Deutschland (GfK)        | 1 (… Wo.)         | …      |
| Österreich (Ö3)          | 2 (… Wo.)         | …      |
| Schweiz (IFPI)           | 7 (… Wo.)         | …      |

### Auszeichnungen für Musikverkäufe
| Land/Region        | Auszeichnungen für Musikverkäufe (Land/Region, Auszeichnung, Verkäufe) | Verkäufe |
| ------------------ | ---------------------------------------------------------------------- | -------- |
| Deutschland (BVMI) | Gold                                                                   | 300.000  |
| Österreich (IFPI)  | Gold                                                                   | 15.000   |
| Insgesamt          | 2× Gold ·                                                              | 315.000  |